# Hórnaht (herceg)
Hórnaht ("Horusz erős") ókori egyiptomi herceg volt a XXII. dinasztia idején; II. Oszorkon fáraó fia. Apja kinevezte Ámon taniszi főpapjává, hogy erősítse hatalmát Alsó-Egyiptomban, ez azonban főleg politikailag motivált döntés volt, mert Hórnaht még tízéves kora előtt meghalt.
Fia korai halála után Oszorkon gondoskodott arról, hogy a herceget az ő sírjába temessék, a taniszi NRT I sírba. Bár sírrablók már az ókorban bejutottak ide, Hórnaht szarkofágja megőrizte a sírba helyezett kincsek egy részét, mivel a ráhelyezett hatalmas gránittömb miatt nem tudták teljesen leemelni a fedelét, emellett a sírrablók inkább II. Oszorkon sírját igyekeztek kirabolni, amelyről tudták, hogy sokkal több értékes tárgyat tartalmaz. A sírrablók le tudták venni Hórnaht arany halotti maszkját és a nyakába helyezett ékszerek egy részét, mást azonban nem loptak el tőle, így mikor Pierre Montet egyiptológus felfedezte a sírt, több apró, de kiváló kidolgozásó arany amulettet talált a herceg múmiáján; ezek némelyike lazúrkővel és más féldrágakővel berakott, különféle vallási jelkép, melyek Hórnaht testét voltak hivatottak védeni.
Hórnaht csontvázát dr. Douglas Derry vizsgálta 1942-ben; eszerint a herceg nyolc vagy kilenc éves korában halt meg. A testen feltűnő, hogy korához képest koponyája szokatlanul nagy és fejlett, emellett kétoldali nyaki bordája (létszám feletti borda) és rendellenes ágyékcsigolyái voltak, Derry azonban kizárta annak lehetőségét, hogy ezek vezettek volna a fiú korai halálához. Az arc egy részében a balzsamozók véletlenül kárt tettek az agy eltávolítása során.
A szakkarai Szerapeumból előkerült egy kockaszobor, melyet valószínűleg Hórnahtnak állítottak; a szobron a herceg anyja, I. Karomama királyné, valamint Ámon-Ré és más istenségek reliefjei láthatóak. A szobron elöl Ozirisz alakja látható, bár eredetileg egy naosz ábrázolása lehetett itt. A kockaszobor valószínűleg nem sokkal a herceg halála után készült.

## Fordítás
- Ez a szócikk részben vagy egészben  a   Hornakht című angol Wikipédia-szócikk ezen változatának fordításán alapul.  Az eredeti cikk szerkesztőit annak laptörténete sorolja fel. Ez a jelzés csupán a megfogalmazás eredetét és a szerzői jogokat jelzi, nem szolgál a cikkben szereplő információk forrásmegjelöléseként.

## Külső hivatkozások
- Hórnaht sírja
- Hórnaht herceg kanópuszedényei, National Gallery of Art